# Swamp Soccer

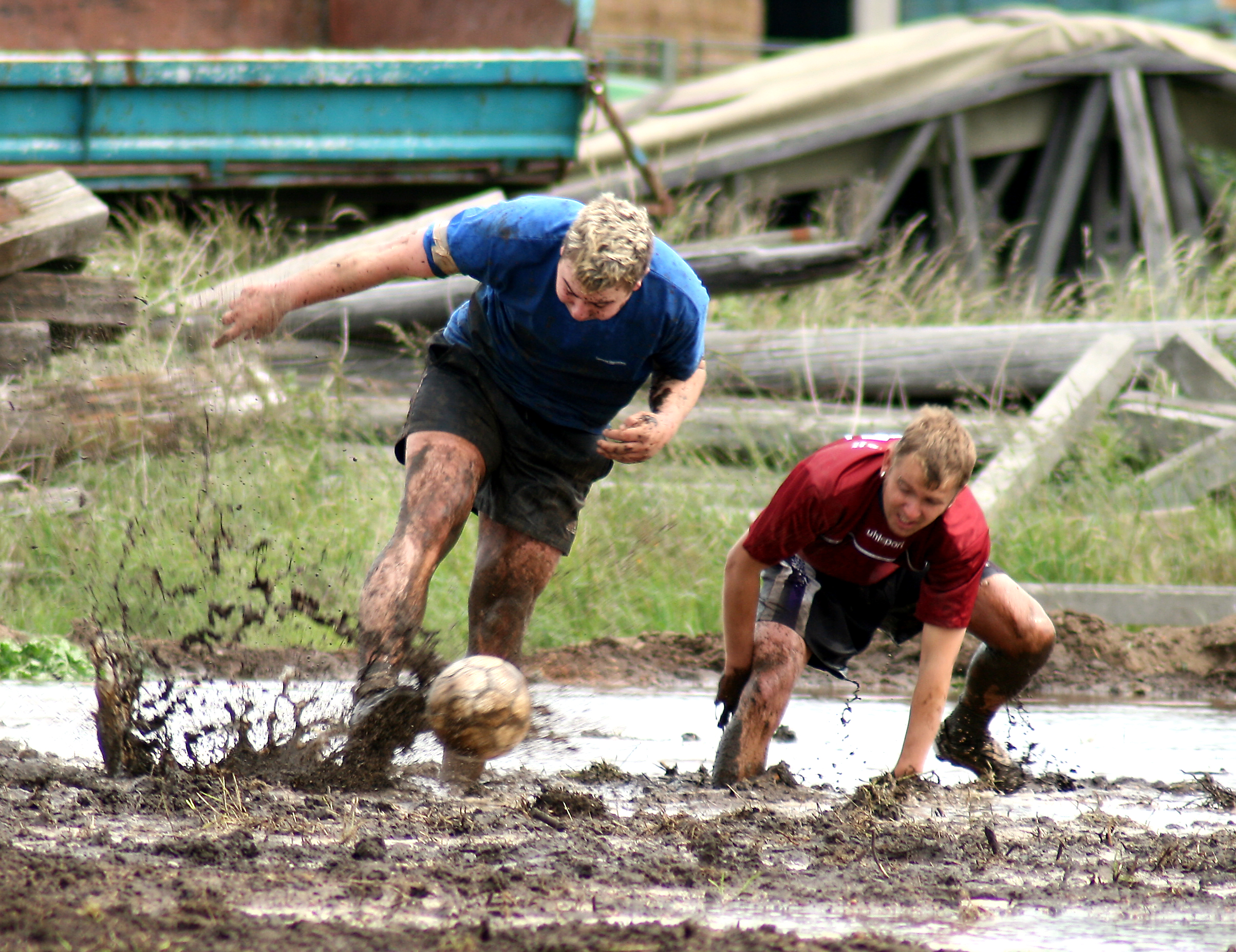
Spielszene Moorfußball

Swamp Soccer, auch Schlammfußball, Moorfußball oder Matschfußball genannt, ist ein Ballsport, bei dem zwei Mannschaften mit je fünf Spielern auf schlammigem Untergrund – z. B. einer überfluteten Ackerfläche – gegeneinander antreten. Ziel des Spiels ist es, wie beim klassischen Fußball mehr Tore zu erzielen als das gegnerische Team.

## Geschichte
Der Erfinder ist Esa Romppainen, ein Skitrainer aus Hyrynsalmi (Finnland), der das Sommertraining erweitern wollte und auf die Idee kam, das örtliche Moor dazu zu nutzen. Die erste Veranstaltung, an der 13 Mannschaften teilnahmen, fand 1998 statt. Im Jahr 1999 nahmen 57 Mannschaften teil.

## Deutsche Meisterschaften
Die erste deutsche Meisterschaft im Matschfußball fand am 6. Juni 2009 in Wöllnau (Nordsachsen) statt. Eine offizielle deutsche Meisterschaft im Moorfußball fand am 5. bis 6. Mai 2012 statt. Die zweiten offiziellen deutschen Meisterschaften fanden vom 25. bis 26. Mai 2013 in Rieste statt. Die Gewinner qualifizierten sich für die Weltmeisterschaften in Schottland.

## Regeln bei offiziellen deutschen Meisterschaften
- Spielfeld: 60 m × 35 m, überflutete Ackerfläche, Sumpflandschaft.
- Die Spielzeit beträgt 2 × 10 Minuten. Nach der ersten Halbzeit werden nur die Seiten gewechselt, es gibt keine Pause.
- Wenn in der Gruppenphase Spiele unentschieden ausgehen, gibt es eine Verlängerung von 1 × 10 Minuten nach Seitenwechsel mit Golden-Goal-Regel. Danach gibt es 11-Meter-Schießen mit je 3 Spielern. Danach mit den anderen Spielern, bis ein Sieger feststeht.
- Das Team umfasst einen Torwart und 5 Feldspieler.
- Es gibt keine Begrenzung für die Anzahl der Ersatzspieler, aber jede Mannschaft muss mindestens 4 Spieler auf dem Feld haben.
- Fliegende Wechsel sind nur an der Mittellinie möglich. Der Wechsel ist korrekt ausgeführt, wenn der eingewechselte Spieler erst dann den Platz betritt, nachdem der ausgewechselte den Platz verlassen hat. Wird ein Wechsel nicht korrekt ausgeführt, kann der Schiedsrichter eine 2-Minuten-Zeitstrafe und/oder einen Freistoß von der Mittellinie bestimmen.
- Ein geschossenes Tor verkürzt nicht die Zeitstrafe.
- Anlehnen ist erlaubt, aber jeder Versuch einen Spieler zu Fall zu bringen gilt als Foul und wird mit einer Verwarnung in Form einer gelben Karte geahndet.
- Der Schiedsrichter erteilt eine rote Karte für absichtliches Foulspiel und verweist den Spieler des Feldes.
- Zwei gelben Karten in einem Spiel werden wie eine rote Karte behandelt, der Spieler wird also vom Platz gestellt.
- Für jede rote Karte erhält der Spieler eine Sperre für das jeweils nächste Spiel.
- Bei Freistößen muss die Mauer mindestens 3 Meter entfernt sein.
- Der Torwart darf den Ball bis maximal 5 Meter vor dem Tor in die Hand nehmen.
- Tore durch den Abschlag des Torwarts gelten nicht.
- Es gibt kein Abseits. Strafstöße, Eckstöße und Einwürfe werden als Abschlag aus der Hand ausgeführt.
- Alle Freistöße, Eckstöße und Einwürfe werden indirekt ausgeführt.

## Weltmeisterschaft und internationale Turniere
Seit 1998 werden in Finnland Landesmeisterschaften ausgespielt. Des Weiteren trägt Finnland seit 2000 auch Weltmeisterschaften mit internationalen Teams aus. Bis 2010 ist die Zahl der Mannschaften auf 250–300 gewachsen, die in den Klassen Wettbewerb, Neuling, Frauen und Firmen antreten. Teilnehmer kamen bisher immer aus Finnland, England, Niederlande, Schweden, Russland, Schottland, Deutschland und Island. Besucher und Zuschauer, die sich bei der Veranstaltung am Wochenende dort aufhalten, liegt bei 30.000. Das erste deutsche Team waren die Schlammfreunde Niedersachsen 05, die in den Jahren 2005, 2006 und 2009 an der WM teilnahmen.
Weltmeister 2023 wurde am 15. Juli 2023 der amtierende deutsche Meister vom Jugendclub Lindenau.